# Volkswagen Magellan
Volkswagen Magellan är en konceptbil, designad i Volkswagens satellit studio i Sitges, utanför Barcelona, under ledning av Achim Anscheidt, visad första gången på bilsalongen North American Auto Show i Detroit, USA, 2002. Exteriör design: Soomin Choe och interiört av Christian Felske. Den tillhörande innovativa trailern och jetboat/ packbox koncepten av den svenska designern Pontus Fontaeus. Namnet härstammar från den portugisiske världsomseglaren Ferdinand Magellan. Bilen Magellan har en V8-motor på 202 kW. Den är fyrhjulsdriven och har luftfjädring med aktiva hydrauliska stötdämpare. 